# قابع (السياني)

تعديل مصدري - تعديل

قابع هي إحدى قرى عزلة عميد الخارج بمديرية السياني التابعة لمحافظة إب، بلغ تعداد سكانها 1031 نسمة حسب تعداد اليمن لعام 2004.